# Ракетні удари по Україні
|  | Службовий список статей, створений для координації робіт з розвитку теми. Це попередження не встановлюється на інформаційні списки і глосарії. |

Список масованих ракетних ударів по Україні
1. Масований ракетний обстріл України 24 лютого 2022
2. Масований ракетний обстріл України 10 жовтня 2022
3. Масований ракетний обстріл України 22 жовтня 2022
4. Масований ракетний обстріл України 31 жовтня 2022
5. Масований ракетний обстріл України 15 листопада 2022
6. Масований ракетний обстріл України 23 листопада 2022
7. Масований ракетний обстріл України 5 грудня 2022
8. Масований ракетний обстріл України 16 грудня 2022
9. Масований ракетний обстріл України 29 грудня 2022
10. Масований ракетний обстріл України 31 грудня 2022
11. Масований ракетний обстріл України 14 січня 2023
12. Масований ракетний обстріл України 26 січня 2023
13. Масований ракетний обстріл України 10 лютого 2023
14. Масований ракетний обстріл України 16 лютого 2023
15. Масований ракетний обстріл України 9 березня 2023
16. Масований ракетний обстріл України 29 грудня 2023
17. Масований ракетний обстріл України 2 січня 2024
18. Масований ракетний обстріл України 8 січня 2024
19. Масований ракетний обстріл України 13 січня 2024
20. Масований ракетний обстріл України 23 січня 2024
21. Масований ракетний обстріл України 7 лютого 2024
22. Масований ракетний обстріл України 15 лютого 2024
23. Масований ракетний обстріл України 21 березня 2024
24. Масований ракетний обстріл України 22 березня 2024
25. Масований ракетний обстріл України 29 березня 2024
26. Масований ракетний обстріл України 11 квітня 2024
27. Масований ракетний обстріл України 8 липня 2024
28. Масований ракетний обстріл України 26 серпня 2024
29. Масований ракетний обстріл України 17 листопада 2024
30. Масований ракетний обстріл України 28 листопада 2024
31. Масований ракетний обстріл України 13 грудня 2024
32. Масований ракетний обстріл України 25 грудня 2024
33. Масований ракетний обстріл України 15 січня 2025
34. Масований ракетний обстріл України 24 квітня 2025
35. Масований ракетний обстріл України 25 травня 2025
36. Масований ракетний обстріл України 17 червня 2025

Список ракетних ударів по окремих містах
1. Ракетний удар по Харкову 1 березня 2022
2. Атака на Яворівську військову базу 13 березня 2022
3. Ракетний удар по Миколаєву 29 березня 2022
4. Ракетний удар по Краматорську 8 квітня 2022
5. Ракетний удар по Одесі 9 травня 2022
6. Ракетний удар по Десні 17 травня 2022
7. Ракетний удар по Сергіївці 1 липня 2022
8. Ракетний удар по Вінниці 14 липня 2022
9. Ракетний удар по Дніпру 15 липня 2022
10. Ракетний удар по Харкові 17 серпня 2022
11. Ракетний удар по станції Чаплине 24 серпня 2022
12. Ракетний удар по Запоріжжю 9 жовтня 2022
13. Ракетний удар по Дніпру 14 січня 2023
14. Ракетний удар по Покровську 7 серпня 2023
15. Ракетний удар по селу Гроза 5 жовтня 2023
16. Ракетний удар по Чернігову 17 квітня 2024
17. Ракетний удар по Полтаві 3 вересня 2024
18. Ракетний удар по Сумах 17 листопада 2024
19. Ракетний удар по Кривому Рогу 4 квітня 2025
20. Ракетний удар по Сумах 13 квітня 2025